# スチュアート・ヘンリ
スチュアート・ヘンリ（Henry Stewart, 日本名：本多 俊和 (ほんだ しゅんわ)、1941年6月7日 - ）は、日本の文化人類学者（早稲田大学文学博士）。専門は、北方民族学、北方民族の歴史研究、先住民族研究、考古学。

## 来歴
1973年早稲田大学文学部日本史専修卒業。1981年早稲田大学大学院文学研究科考古学専攻博士課程満期修了。1990年早稲田大学より文学博士の学位を取得。
目白学園女子短期大学（現目白大学短期大学部）教授、昭和女子大学教授を経て放送大学教養学部教授。2012年3月に放送大学を定年退職。
エスキモー研究の第一人者で、極北地帯の文化研究、民族研究に関する著作・論文を多数発表している。
「STEWART, Henry2002.03」といった文献リスト上の表記でも確かめられるとおり、英語による家族名は「スチュアート」である。

## 主な著作・編著・共著・監修
- ツンドラの考古学--カナダ・エスキモーの古代文化--（訳）（雄山閣 1982年）
- 極北の海洋民--アリュート民族（訳）（六興出版 1986年）
- 世界の農耕起源（編著）（雄山閣 1986年）
- 図解 エスキモーの民族誌--極北に生きる人びとの歴史・生活・文化（訳）（原書房 1991年）
- アメリカ先住民族の謎（光文社文庫 1991年）
- はばかりながら「トイレと文化」考（文春文庫 1993年）
- 採集狩猟民の現在（編著）（言叢社 1996年）
- アメリカ・インディアンの世界--生活と知恵--（監修）（雄山閣 2000年）
- 民族幻想論--あいまいな民族・つくられた人種--（解放出版社 2002年）
- 「『野生』の誕生」--未開イメージの歴史（世界思想社 2003年）
- 人類の歴史・地球の現在（放送大学教育振興会 2007年）
- 文化人類学('08)（放送大学教育振興会 2008年）
- 博物館資料論('08)（分担執筆）（放送大学教育振興会 2008年）
- グローバリゼーションの人類学('11)（放送大学教育振興会 2011年）